# Massala (Mali)
Pour les articles homonymes, voir Massala.
Massala est une localité et une commune rurale du Mali de l'arrondissement central de Ségou, dans le cercle et la région de Ségou.

## Villages
La commune s'étend sur 9 localités relevées lors du recensement général de 2009. 
Les villages les plus peuplés sont :
- Massala (2 252 habitants) ;
- Zambougou Zoumaira (2 092 habitants) ;
- Zambougou Marché (750 habitants).

La loi 2023-007 attribue à la commune 8 villages, fractions ou quartiers :
- Massala
- Gourély Wéré
- Banamba
- Massala Wéré
- Zambougou Zoumaïra
- Zambougou
- Gourély
- N'Datékoumana

## Lien
- Plan de sécurité alimentaire de la commune rurale de Massala 2007 2011, Archive web.